# Nir Oz
Nir Oz (en hebreo: נִיר עֹז, ניר עוז, literalmente 'Pradera de la Fuerza') es un kibutz ubicado en el sur de Israel. Está situado en el desierto del Néguev, al noroeste, entre Maguen y Nirim, y cubre 20.000 dunams. Nir Oz está bajo la jurisdicción del Concejo Regional Eshkol. En 2021, el kibutz tenía una población de 393 habitantes.

## Historia
El kibutz fue fundado el 1 de octubre de 1955 como un asentamiento de la Brigada Nahal, fue reconocido como kibutz dos meses después. Debido a su proximidad a la Franja de Gaza, los agricultores de Nir Oz suelen ser atacados por francotiradores palestinos. En 2008, las Fuerzas de Defensa de Israel pidieron al kibutz que cosechara sus patatas por la noche para reducir el riesgo de ataque. El 5 de junio de 2008, un proyectil de mortero disparado desde la Franja de Gaza alcanzó la fábrica de pintura "Nirlat" situada en el kibutz, matando a un empleado e hiriendo a otros cuatro. Hamás se atribuyó la responsabilidad del ataque.

## Ataques desde Gaza
En el ataque sorpresa a Israel de 2023, muchos miembros del kibutz fueron asesinados en sus hogares, se quemaron casas y se secuestraron civiles que posteriormente fueron llevados por la fuerza a la Franja de Gaza. Alrededor de una cuarta parte de la población de Nir Oz fue asesinada, secuestrada o herida de gravedad y los supervivientes perdieron sus hogares. Alrededor de la mitad de los residentes de la comunidad estaban desaparecidos o se había confirmado su muerte. Los miembros supervivientes del kibutz fueron evacuados a la ciudad costera de Eilat. En el ataque sorpresa contra Israel que se produjo el 7 de octubre de 2023, militantes palestinos de la Franja de Gaza invadieron el kibutz Nir Oz en el sur de Israel. Los yihadistas mataron a decenas de sus residentes, quemaron casas y secuestraron a civiles.  Según el periódico The New York Times, 180 de los aproximadamente 400 residentes del kibutz, fueron asesinados o secuestrados como rehenes. Por su parte, el periódico The Jerusalem Post, informó que unos 80 ciudadanos israelíes fueron secuestrados en el kibutz Nir Oz.
El 5 de abril de 2024, el Ejército de Israel reconoció que uno de sus helicópteros de combate «aparentemente» mató a la rehén Efrat Katz , según afirmaron durante los combates uno de los helicópteros abrió fuego contra un vehículo donde se encontraban «terroristas y, en retrospectiva y de acuerdo con las pruebas, también rehenes».

## Economía
Además de la agricultura, Nir Oz tiene una fábrica de productos selladores de silicio y una empresa de ingeniería. En los últimos años, Nir Oz se ha convertido en un importante productor de espárragos para la exportación.

## Conservación del agua
En 1960, Nir Oz introdujo un proyecto de jardinería a largo plazo para ahorrar agua en 27 acres (110 000 m2) de terreno del kibutz. Se han probado unas 750 plantas resistentes a la sequía. El jardín, diseñado por el arquitecto paisajista Hayyim Kahanovich, utiliza sólo el 50% del agua que se utiliza en el centro y norte del país. El proyecto se lleva a cabo en cooperación con la Universidad Ben-Gurión del Néguev y sirve como sitio de estudio y observación para investigadores, jardineros, profesores y estudiantes de todo el país.[cita requerida]